# Шеремет Леонід Пилипович
Леонід Пилипович Шеремет (нар. 1914 або 1915 — пом. ?) — радянський футболіст, нападник.

## Життєпис
Грав за команди «Сталь» Костянтинівка (1938, КФК), «Суднобудівник» Миколаїв (1939-1940, група «Б»). У 1941, 1945-1949 роках виступав у чемпіонаті СРСР за «Трактор»/«Торпедо» Сталінград.
Учасник матчу «На руїнах Сталінграда» (1943).
Півфіналіст Кубку СРСР 1945 року.
У 1971-1972 роках — начальник команди «Вулкан» (Петропавловськ-Камчатський).